# 王鎮之
王 鎮之（おう ちんし、357年 - 422年）は、東晋から南朝宋にかけての官僚。字は伯重。本貫は琅邪郡臨沂県。弟は王弘之。

## 経歴
上虞県令の王随之（王廙の子の王耆之の子）の子として生まれた。はじめ琅邪王衛軍行参軍をつとめた。剡県県令や上虞県令に任じられて出向し、有能で知られた。琅邪国内史の謝輶に請われて山陰県令となり、また治績を挙げた。衛軍参軍に転じ、琅邪国郎中令となり、寧朔将軍の号を加えられた。元興元年（402年）、桓玄が政権を掌握すると、鎮之はその下で大将軍録事参軍となった。三呉の地が飢饉のために荒廃すると、鎮之は命を受けて民衆の救済にあたった。会稽国内史の王愉が命に従わなかったため、鎮之は糾弾の上奏をおこなった。王愉の子の王綏が桓玄の外甥であり、当時は羽振りをきかせていたため、鎮之はかれに圧力をかけられるようになった。そこで鎮之は老母を養うためと称して、安成郡太守の外任を求めて任じられた。元興3年（404年）、桓玄が敗れると、桓玄の部将の苻宏が郡境を侵犯したため、鎮之はこれに抗戦したが、子弟5人が戦死した。母が死去したため、辞職して上虞県の旧墓に葬り、喪に服した。子の王標之が安復県令となったため、子の赴任に従った。喪が明けると、劉道規の下で征西司馬・南平郡太守をつとめた。義熙6年（410年）、徐道覆が江陵に迫ると、鎮之は建威将軍の号を加えられ、檀道済や到彦之らを率いて徐道覆を討った。功績により華容県五等男に封じられ、廷尉として召還された。将作大匠を兼ねて、晋の穆帝の何皇后の山陵を整備した。御史中丞に転じて、官僚たちの不正を糾弾し、恐れられた。
使持節・都督交広二州諸軍事・建威将軍・平越中郎将・広州刺史として出向した。鎮之は劉裕により清官として呉隠之に次ぐ評価を受け、嶺南の安定を期待された。劉裕が相国府を建てると、鎮之はその下で相国諮議参軍となり、録事を兼ねた。宋台祠部尚書となった。永初元年（420年）、劉裕が皇帝に即位すると、鎮之は脚の病を申し出て、輔国将軍・琅邪郡太守となり、宣訓衛尉に転じ、徐州大中正を兼ねた。
永初3年（422年）、在官のまま死去した。享年は66。

## 伝記資料
- 『宋書』巻92 列伝第52
- 『南史』巻24 列伝第14